# Dolmen von Styrdalen

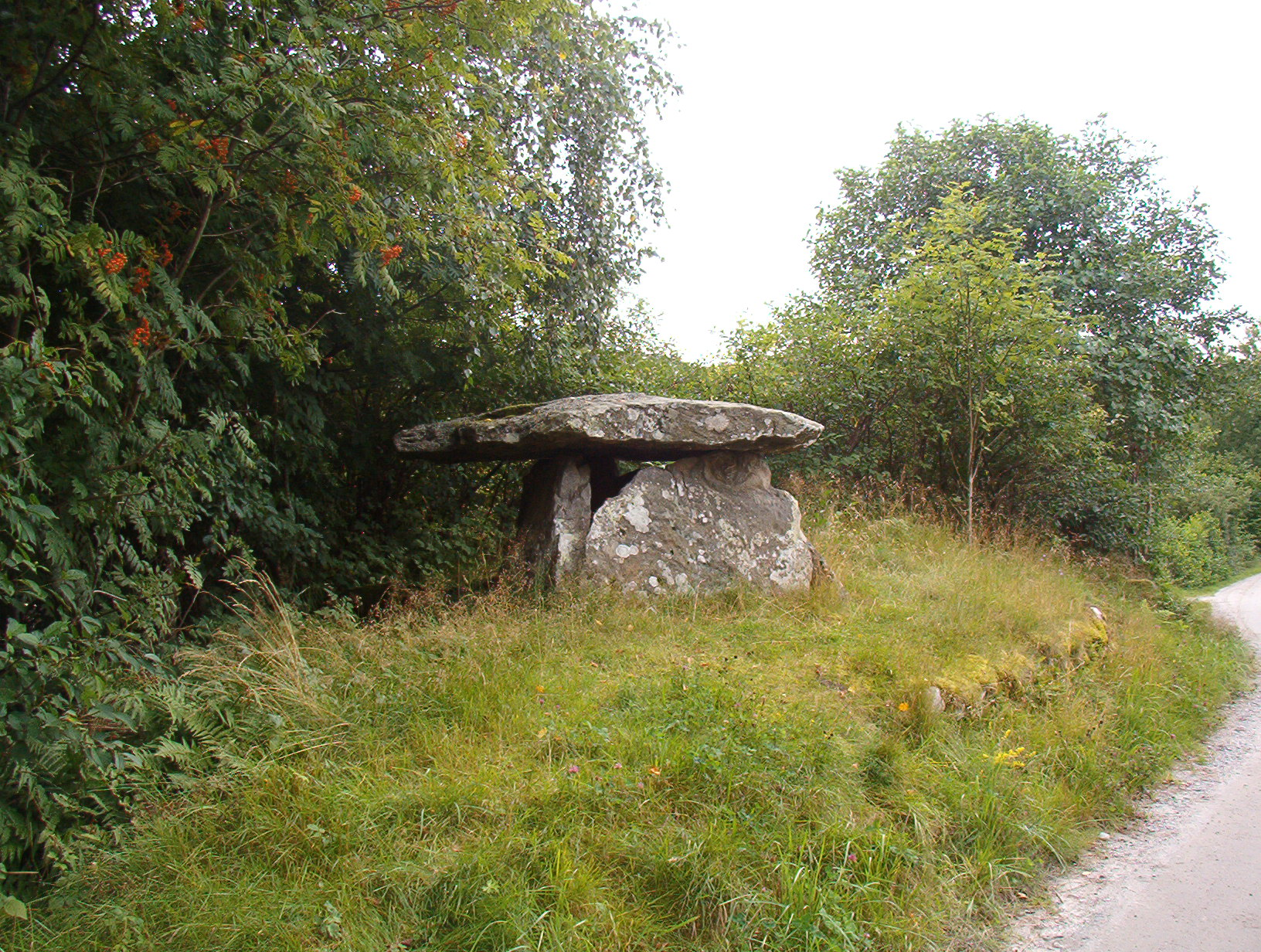
Dolmen von Styrdalen

Der Dolmen von Styrdalen (auch Hjälteby Runddösen genannt; RAÄ Valla 15:1) liegt westlich von Valla und nördlich von Vallhamn und Habborsby auf der Insel Tjörn in der Provinz Bohuslän in Schweden.
Der Dolmen (schwedisch Dös) liegt auf einem Hügel von etwa zehn Meter Durchmesser, direkt neben der Straße Hjältebyvägen von Valla kyrka nach Furusäter. Vier Tragsteine und ein allseits weit überstehender flacher Deckstein bilden eine pilzförmig erscheinende kleine Kammer. Auf dem Deckstein (15) und einem der Tragsteine befinden sich Schälchen. Der Dolmen wurde 1915 ausgegraben und restauriert. 
Östlich liegen die Ganggräber Valla 27:1 und 50:1, westlich das eisenzeitliche Gräberfeld von Pilane (RAÄ Klövedal 105:1) mit sieben großen Steinkreisen, sechs Bautasteinen, zehn Grabhügeln und 57 niedrigen runden Steinkreisen sowie die Felsritzungen von Basteröd mit 15 Schiffsbildern.
Der Rävsala-Stein ist ein Runenstein in Rävsala, nördlich von Valla.